# 卷 (計算)
在電腦數據存貯器中，卷或逻辑驱动器是一个具有单一文件系统的一個可访问存储区域，概念類似分區，通常（但不一定，卷可能會跨硬碟，但分區無法跨硬碟）位於硬盘的一个分区上。